# 沼寒藓属
沼寒藓属（学名：Paludella）是寒藓科的一属。

## 下属物种
本属包括以下物种：
- 沼寒藓 Paludella squarrosa (Hedw.) Brid.